# Гилермо Просперо Тринидад
„Гилермо Просперо Тринидад“ е името на спортен комплекс в град Ораниестад (столицата на Аруба), където е разположен националният стадион на Аруба. Отначало носи името на нидерландската кралица Вилхелмина Нидерландска, но след модернизирането му през 1994 г. е преименуван на името на политика Гилермо Тринидад. На стадиона се провеждат футболни мачове и състезания по лека атлетика. Капацитетът му е около 5000 места.
|  | Тази страница частично или изцяло представлява превод на страницата Trinidad Stadium в Уикипедия на английски. Оригиналният текст, както и този превод, са защитени от Лиценза „Криейтив Комънс – Признание – Споделяне на споделеното“, а за съдържание, създадено преди юни 2009 година – от Лиценза за свободна документация на ГНУ. Прегледайте историята на редакциите на оригиналната страница, както и на преводната страница, за да видите списъка на съавторите. ВАЖНО: Този шаблон се отнася единствено до авторските права върху съдържанието на статията. Добавянето му не отменя изискването да се посочват конкретни източници на твърденията, които да бъдат благонадеждни. |